# エドウィン・アーノルド
サー・エドウィン・アーノルド（Sir Edwin Arnold KCIE CSI, 1832年6月10日 - 1904年3月24日）は、イギリス出身の新聞記者（探訪記者）、紀行文作家、随筆家、東洋学者、日本研究家、仏教学者、詩人。イギリス領インド帝国成立時にナイト爵（KCIE・CSI）に叙される。ヴィクトリア朝における最高の仏教研究者・東洋学者とされる。
『デイリー・テレグラフ』紙編集長、インド国立サンスクリット大学（現・デカン大学）学長、慶應義塾（現・慶應義塾大学）客員講師、スリランカの仏教指導者・アナガーリカ・ダルマパーラと共にBodhi Societyを創立した。

## 略歴
イングランドのケント州グレーヴズエンドにロバートコールズ・アーノルドの次男として生まれる。6人兄弟で、兄弟の一人は小説家のエドウィン・レスター・アーノルド。
キングス・カレッジ・ロンドンを経て、オックスフォード大学へ進む。1852年にオックスフォードの詩のコンクール「Newdigate賞（Newdigate Prize）」で優勝する。卒業後、バーミンガムのKing Edward's School (KES) の校長となる。1856年に東インド会社の斡旋でインド、プネーに開校されたサンスクリット大学に招かれ、7年間校長を務めた。滞在中にインド大反乱に遭遇する。アーノルドは神秘思想の研究に専念したいと欲しブッダガヤを訪れて仏教彫刻を研究。インド滞在時にソローの引用したインドの経典『バガヴァッド・ギーター』を翻訳するなど、以後の研究材料を集めた。
1861年にイングランドに戻り、『デイリー・テレグラフ』紙に入社する。以来40年間『デイリー・テレグラフ』紙の記者を務め、後に編集長となるに至る。在任中にニューヨークに渡り、『ニューヨーク・ヘラルド』の記者の一員としてヘンリー・モートン・スタンリーのコンゴ川探検に随行、エドワード湖の名付け親となる。その後、同世代最高の詩人としてセシル・ローズに認められた。アーノルドはその後、初代インド女帝ヴィクトリアより、イギリス領インド帝国が成立した後、爵位制度が公布されるに従って、ナイト爵に叙される。
アーノルドはその後、文学活動を東アジア文学と英語詩の解釈に比重を置き、釈迦の生涯と故えを説く長編無韻詩『アジアの光』を刊行した。これはヒンディー語に翻訳され、ガンジーも愛読し、ジェームズ・アレンも引用している。
1889年（明治22年）に娘とともに来日し、日本の官吏・学者が開いた来日歓迎晩餐会の席上で、
と称賛した。この後、福澤諭吉が自宅に招いて慶應義塾でアーノルドを住まわせ、物心両面にわたって援助を続けた。アーノルドは慶應義塾の客員講師となり、化学及び英訳を担当した。日本式の家に住みたいと希望し、福沢門下の麻生武平が所有する麻布の日本家屋に居を構え、滞在中に3番目の妻で37歳年下の黒川玉（Tama Kurokawa）と結婚した。また、画家のロバート・フレデリック・ブルームの挿絵とともに、『ヤポニカ』に日本の美を追求した紀行文を記している。当時の内閣法律顧問フランシス・テイラー・ピゴットやバジル・ホール・チェンバレンとも交わり、日本各地を旅した。
その後、ペルシャ、トルコ、タイを訪問して、仏教に関する翻訳を数多く手がけるようになる。東洋の典拠に基づいて、古今の仏教を徹底的に見きわめた価値ある論評を書き続ける。また、スリランカで仏教徒となった頃から菜食主義者となり、ロンドンにおける菜食主義の動きの発端となった。

## 家族
- 最初の妻　Katherine Elizabeth Biddulph（-1864年没） - ロンドン出身。
- 2番目の妻　Jennie Channing（-1889年没） - ボストン出身。
- 最後の妻　黒川玉 (Tama Kurokawa, Lady Arnold, 1869-1962) - 仙台出身。1897年に結婚し、夫ともにロンドンで暮らした。Sirの称号を持つ階級の英国人で日本人妻を母国に連れ帰ったのは初と言われる[4]。結婚によって玉もLadyの称号を得る。外出時は洋装したが自宅では着物で過ごした。背が高く洋服が似合い、英語も渡英後学校に通い、社交界に通用するほど習熟したという[5]。大井憲太郎の子分で大倉組ロンドン出張所に雇われていた高橋謹一という男が素行不良で解雇されたため、南方熊楠の頼みで高橋を食客に受け入れたが、大酒飲みで粗野な高橋を玉が嫌って追い出した[6]。その際高橋は「汝はわれと同国人なるに、色をもって外人の妻となったるを鼻にかけ」と悪態をついたという[7]。アーノルドが亡くなった際は玉が唯一の親族だった。1928年にロンドン日本協会の会員になる。

## 主な著書
- Song of Songs （1875年、ギータ・ゴーヴィンダの翻訳）
- The Light of Asia （1879年、主に方広大荘厳経を元にした仏陀の生涯）
- Pearls of the Faith （1883年、アッラーフの99の美名）
- The Song Celestial （1885年、ヒトーパデーシャの翻訳）
- With Sadi in the Garden （1888年、サアディー『果樹園（ブースターン）』の一部）
- Japonica（1892年、日本に関する随筆）
- Potiphar's Wife （1892年）
- Adzuma, or the Japanese Wife （1893年、袈裟御前と遠藤盛遠の話をもとにした戯曲）

### 日本語訳
- 岡部昌幸訳『アーノルド ヤポニカ』雄松堂出版〈新異国叢書〉、2004年1月 ISBN 4-8419-0300-3
- 山田孝道訳『死及死後』、哲学書院、1892年
- 中川太郎訳『亜細亜之光輝』、興教書院、1890年
- 木村亮吉訳『亜細亜廼光』、松井忠兵衛、1890年
- 中川太郎訳『大聖釈尊』、仏教図書出版協会、1908年（「アジアの光」の翻訳）
- 中川太郎訳『大聖釈迦牟尼仏』、興文館、1911年
- 島村苳三訳『亜細亜の光』、岩波文庫、1940年
- 山本晃紹訳『亜細亜の光』、目黒書店、1944年

## 註
1. 1 2  麻布の軌跡　麻布の家-1米国人画家の来日港区麻布地区総合支所、ザ・AZABU28号、2014年6月26日
2. ↑  『能海寛著作集』, 第10巻，642p，うしお書店
3. ↑  詩人エドヰン、アーノルド氏を懐ふ（『時代思潮』） 『芸術と人生』斎藤信策 著 (昭文堂, 1907)
4. ↑  書評　Ross G. Forman, China and the Victorian Imagination: Empires Entwined (Cambridge: Cambridge University Press, 2013) 橋本順光、日本ヴィクトリア朝文化研究学会　第12号（November 2014）
5. ↑  アーノルド未亡人を訪ふ『欧米書生旅行』森次太郎 著 (博文館, 1906)
6. ↑  高橋謹一 たかはし きんいち 生没年不詳南方熊楠を知る辞典-中瀬喜陽(なかせひさはる)
7. ↑  『南方熊楠全集』第１巻、平凡社、p.555